# Horbacze (rejon brzostowicki)
Horbacze (biał. Гарбачы, Horbaczy, ros. Горбачи, Gorbaczi) – wieś na Białorusi, w obwodzie grodzieńskim, w rejonie brzostowickim, w sielsowiecie Pograniczny. Położona jest na wschodnim brzegu rzeki Kuklanki, 59 km na wschód od Białegostoku, 9,5 km od granicy polsko-białoruskiej. Na północ od wsi przebiega droga republikańska R99.

## Historia
W czasach zaborów w granicach Imperium Rosyjskiego, w guberni grodzieńskiej, w powiecie wołkowyskim, w gminie Świsłocz. W roku 1900 miała powierzchnię 334 dziesięcin włościańskich (ok. 364,9 ha) i 15 dworskich (ok. 16,4 ha). Od 1919 roku w granicach II Rzeczypospolitej. 7 czerwca 1919 roku, wraz z całym powiatem wołkowyskim, weszła w skład okręgu brzeskiego Zarządu Cywilnego Ziem Wschodnich – tymczasowej polskiej struktury administracyjnej. Latem 1920 roku zajęta przez bolszewików, następnie odzyskana przez Polskę. 20 grudnia 1920 roku włączona wraz z powiatem do okręgu nowogródzkiego. Od 19 lutego 1921 roku w województwie białostockim, w powiecie wołkowyskim, w gminie Świsłocz. W 1921 roku składała się z 10 domów mieszkalnych. 
W wyniku napaści ZSRR na Polskę we wrześniu 1939 roku miejscowość znalazła się pod okupacją radziecką. 2 listopada została włączona do Białoruskiej SRR. 4 grudnia 1939 roku włączona do nowo utworzonego obwodu białostockiego. Od czerwca 1941 roku pod okupacją niemiecką. 22 lipca 1941 roku włączona w skład okręgu białostockiego III Rzeszy. W 1944 roku ponownie zajęta przez wojska radzieckie i włączona do obwodu grodzieńskiego Białoruskiej SRR. Od 1991 roku w składzie niepodległej Białorusi.
Do 25 września 2003 roku Horbacze stanowiły część sielsowietu kwaterskiego. Został on tego dnia zlikwidowany, a wszystkie jego miejscowości włączone do ówczesnego osiedlowego sowietu pogranicznego.

## Zabytki
We wsi znajduje się parafialna cerkiew prawosławna pw. Zaśnięcia Najświętszej Marii Panny, zbudowana ok. 1860. Na cmentarzu, niedaleko cerkwi, zachowały się ruiny kaplicy z pierwszej połowy XX w. Na południowy wschód od wsi znajduje się szereg półokrągłych piaszczystych wzniesień.

## Demografia
Według spisu powszechnego z 1921 roku, wieś zamieszkana była przez 48 osób, wyłącznie prawosławnych Białorusinów.